# Age Veldboom
Age Veldboom (Hagestein, 23 juli 1952) is een schipper, skûtsjekenner, museumoprichter en -gids uit Eernewoude-Oudega. Hij is bekend van het sportcommentaar bij het skûtsjesilen.

## Watersport
Age Veldboom ging na de MULO in Vianen naar het CIOS in Heerenveen. Daar kreeg hij les van onder anderen Foppe de Haan en Jeen van den Berg. Als gymnastiek- en sportleraar zette hij in Eernewoude met zijn vrouw de zeilschool Annage op, een bedrijf dat hij in 2000 overdeed aan Cathrienus Herrema. Naast zeilschoolhouder en surfinstructeur was hij destijds gymnastiekleraar aan het speciaal onderwijs in Sneek en docent aan het Cios in Heerenveen. Aan het begin van de jaren tachtig deed hij als schipper met een eigen skûtsje mee aan zeilwedstrijden als de Strontrace en de IFKS.

## Skûtsjemuseum
In de tijd van de zeilschool verzamelde hij veel skûtsjematerialen die de basis zouden gaan vormen van het Skûtsjemuseum (De Stripe). Dit museum werd in 2005 overgenomen door een stichting. Veldboom was naast mede-oprichter van deze stichting initiatiefnemer van de Stichting Houten Skûtsje in Eernewoude. Tevens leverde hij een grote bijdrage aan de bouw van de Aebelina. Dit skûtsje was een replica van een verdwenen schip en werd tussen 2004 – 2009 bij het Skûtsjemuseum gebouwd. Over dit eikenhouten schip verscheen in 2009 het boek De doem van eer - AEbelina. Pronkje van het Skûtsjemuseum.
Age Veldboom werd in 2013 bestuurslid van Foar de Neiteam, een stichting die archieven aanlegt en kennis verspreidt over het skûtsjesilen en het wedstrijdzeilen met authentieke vrachtschepen in Friesland. In 2017 werd Veldboom benoemd als lid in de Orde van Oranje-Nassau, samen met Harm Vlas, de voorzitter van het Skûtsjemuseum en bestuurslid van de Stichting AEbelina.

## Theater
Veldboom was in 2018 initiatiefnemer van het muzikale skûtsjetheater Myn Skip, een eerbetoon aan het skûtsje. In de voorstelling werd het skûtsje Aebelina gevolgd vanaf de bouw en het gebruik als vracht-, woon- en wedstrijdschip. Veel vrijwilligers deden vanaf de wal mee aan de voorstelling over honderd jaar skûtsjehistorie. Deze openluchtvoorstelling met muziek, dans, beeld, theater en verhaal vond plaats op het het water bij Eernewoude. Op 7 december 2018 kregen Veldboom en Cathrienus Herrema voor It Skip de Friese Anjer uitgereikt door de Friese Commissaris van de Koning, Arno Brok.

## Televisie
Bij het grote publiek werd Veldboom bekend door zijn wedstrijdverslagen van het skûtsjesilen voor Omrop Fryslân. In 2017 en 2018 portretteerde hij meerdere skûtsjes in het NPO-programma Skûtsje Journaal, met presentatrice Carrie ten Napel, een samenwerking van Omrop Fryslân, de SKS en Omroep Max. Age Veldboom gaf daarbij Nederlands wedstrijdcommentaar en uitleg samen met Sippie Tigchelaar.
Age Veldboom werd in 2007 geportretteerd in het televisieprogramma Teken fan libben van Omrop Fryslân. In dit programma ging presentator Raynaud Ritsma op zoek naar verhalen achter bermmonumenten. Anna, de eerste vrouw van Age was in 1998 omgekomen bij een auto-ongeluk.